# نیروی هوایی سلطنتی کانادا

نیروی هوایی سلطنتی کانادا (انگلیسی: Royal Canadian Air Force؛ ‏فرانسوی: Aviation royale canadienne‎) یا به اختصار «RCAF»، نیروی هوایی کشور کانادا است که نقش آن «تجهیز نیروهای مسلح کانادا با نیروی هوایی مناسب، پاسخگو و مؤثر» است.

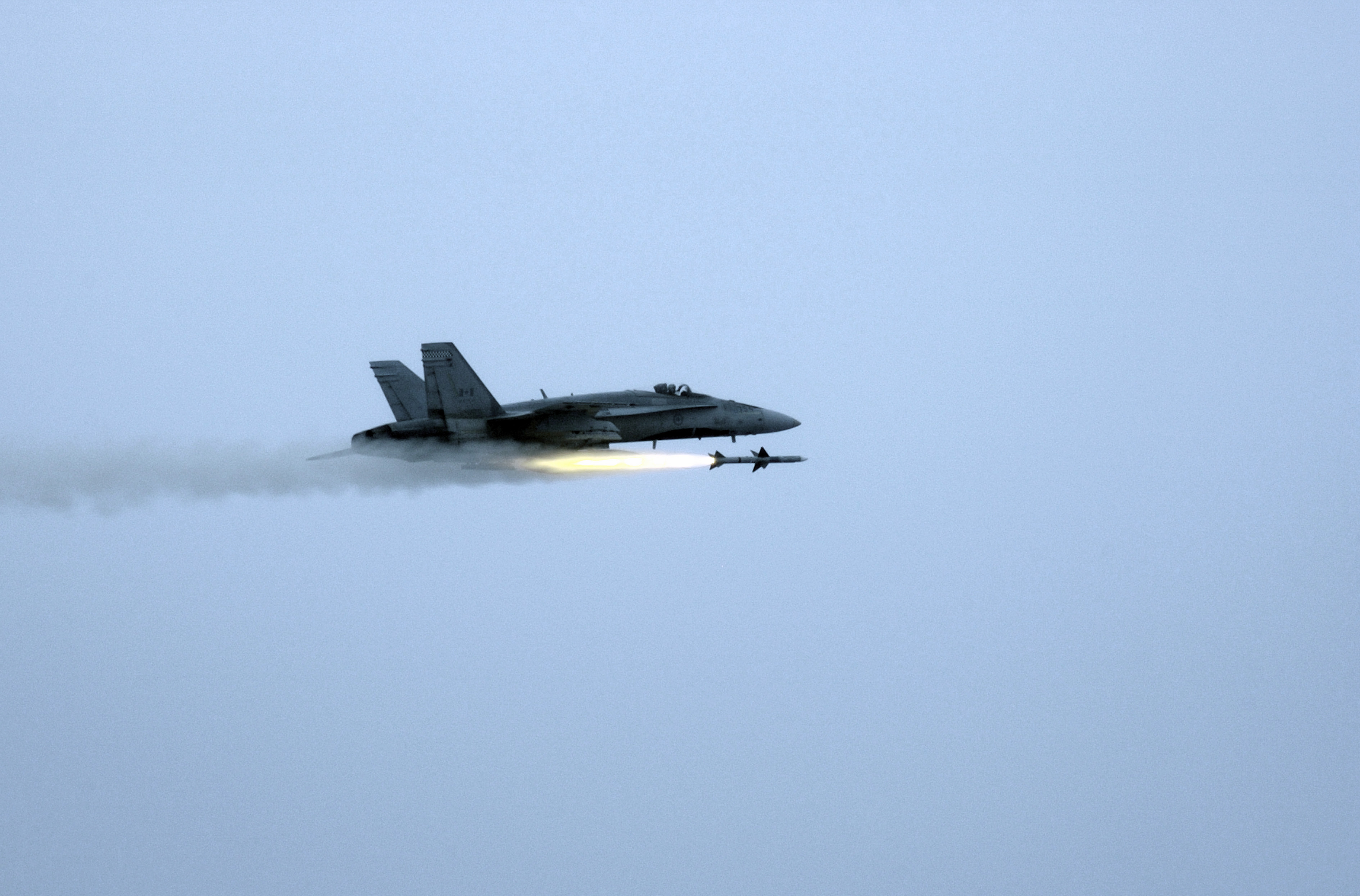
CF-18 هورنت آتش باری ایم-۷ اسپارو

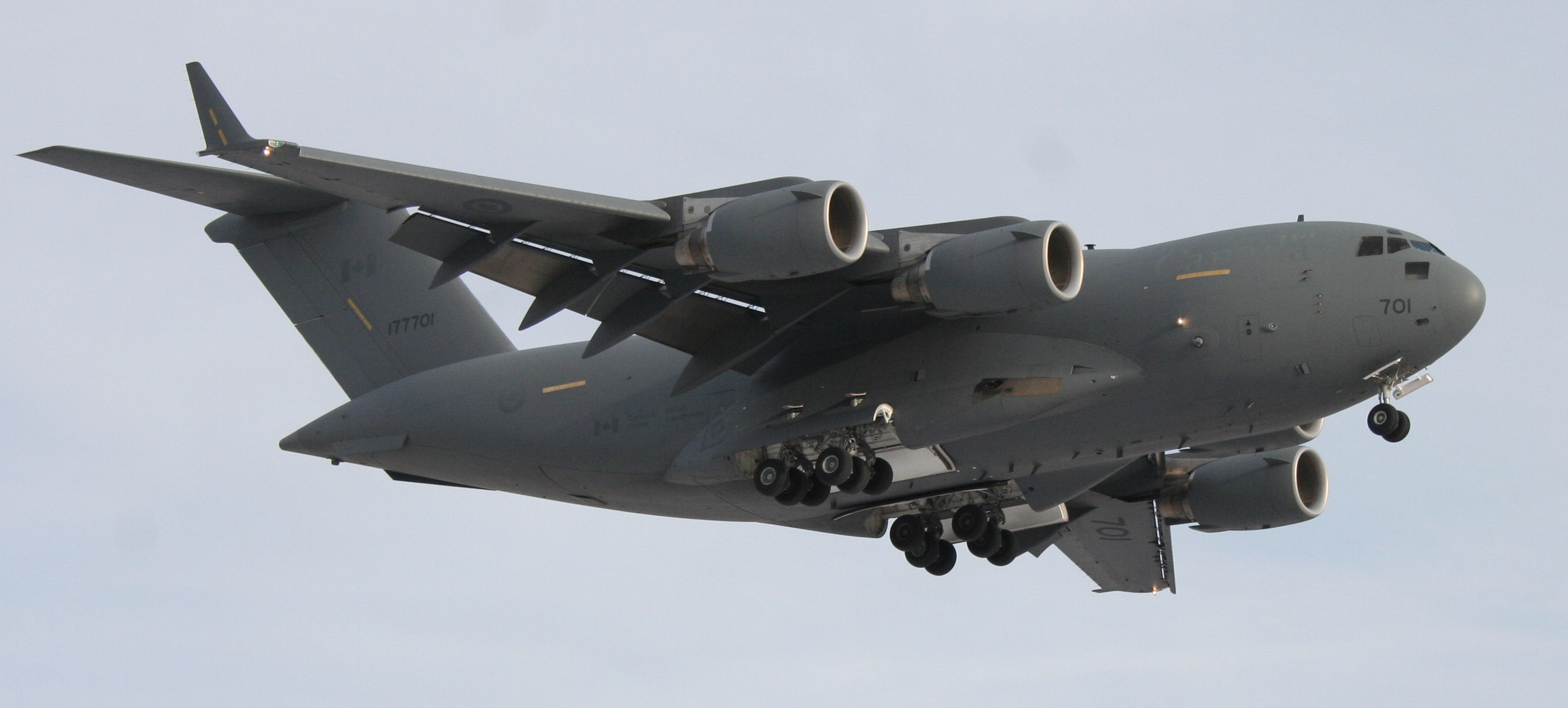
بوئینگ سی-۱۷ گلوبمستر ۳

در سال ۲۰۱۳ نیروی هوایی سلطنتی کانادا ۲۵۸ عملیات با هواپیمای سرنشین‌دار و ۹ عملیات با وسایل نقلیه هوایی بدون سرنشین انجام داده است. نیروی هوایی سلطنتی کانادا متشکل از ۱۴٬۵۰۰ نفر پرسنل دایم و ۲٬۶۰۰ نیروی ذخیره و ۲۵۰۰ پرسنل پشتیبانی از شهروندان کانادایی است.
نیروی هوایی سلطنتی کانادا مسئول تمام عملیات هوایی کانادا و اجرای امنیت حریم هوایی کانادا و فراهم آوردن هواپیما برای پشتیبانی مأموریت‌های نیروی دریایی سلطنتی کانادا و ارتش کانادا است. این نیرو همچنین در مشارکت با نیروی هوایی ایالات متحده در حفاظت از حریم هوایی قاره تحت فرماندهی دفاع هوافضای آمریکای شمالی (NORAD) قرار دارد و همچنین مسئول است تا تمام منابع اولیه هوایی در جستجوهای ملی و برنامه‌های نجات را فراهم کند.

## تاریخچه
این نیرو از نظر تاریخی در سال ۱۹۲۰ به عنوان نیروی هوایی کانادا تشکیل شد و در سال ۱۹۲۳ به ثبت رسید و در سال ۱۹۲۴ توسط شاه جورج پنجم یه آن عنوان سلطنتی اعطا گردید. این نیرو نام «نیروی هوایی سلطنتی کانادا» را در اوت سال ۲۰۱۱ به‌خود گرفت.

## مأموریت‌ها
نیروی هوایی سلطنتی کانادا در جنگ جهانی دوم، جنگ کره، جنگ دوم خلیج فارس و همچنین چندین مأموریت حفظ صلح سازمان ملل متحد و عملیات ناتو خدمت کرده است. به عنوان یک عضو ناتو در نیمه دوم قرن بیستم در اروپا حضور داشته است.